# Boabülbül

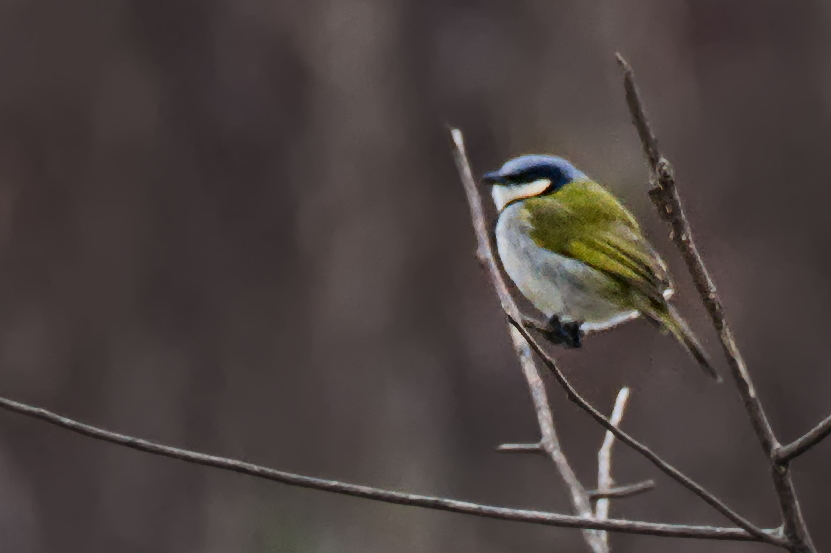
Boabülbül

Der Boabülbul oder Rüttelbülbul (Neolestes torquatus) ist eine würgerähnliche Vogelart aus der Familie der Bülbüls. Er ist der einzige Vertreter der Gattung Neolestes und kommt in Zentralafrika und in Ostafrika vor.

## Merkmale
Der Boabülbül erreicht eine Länge von ungefähr 16 cm. Die Männchen wiegen 20 bis 23,5 g, die Weibchen 20 bis 27 g. Der Bereich von der Stirn bis zum Nacken ist grau. Von den Zügeln bis zum Hals um das Auge herum bis zu den Ohrdecken verläuft ein breites glänzend schwarzes Band, das sich dann weiter die Halsseiten hinunter erstreckt und sich schließlich über der Oberbrust verbreitert, um ein Halsband zu bilden. Die Oberseite ist olivgrün. Die Schwanzfedern sind dunkelbraun mit olivgrünen Säumen. Die Flügel sind hell olivgrün. Die Ränder der Schwingen sind gelbgrün. Der Flügelbug ist gelb. Kinn, Kehle und Wangen sind cremeweiß. Die Ohrdecken sind beigegelb. Die Unterbrust ist beigeweiß. Brustseiten und Flanken sind grauverwaschen. Die unteren Flanken sind olivgrün. Die Beine sind schwarz. Die Geschlechter sehen gleich aus und es gibt keinen Sexualdimorphismus hinsichtlich der Größe. Die juvenilen Vögel sind stumpfer mit einer grünlichen Kopfoberseite. Einige Mantelfedern sind hell gesäumt. Die olivbraunen Schulterfedern und Oberflügeldecken haben gelbbraune Spitzen. Über den großen und mittleren Flügeldecken wird eine helle Bänderung geformt. Das Brustband ist stumpf gefärbt.

## Systematik
Viele Jahre hielten einige Autoren den Boabülbül aufgrund von Körperform- und Gefiederähnlichkeiten entweder für einen Vertreter der Buschwürger oder der Würger, bis eine Studie aus dem Jahr 1999 darlegte, dass diese Art zu einem primitiven Zweig der Bülbüls gehört. In einer weiteren Studie aus dem Jahr 2010 wurden die molekulargenetischen Verwandtschaftsverhältnisse zu den Bülbüls bestätigt.

## Verbreitungsgebiet

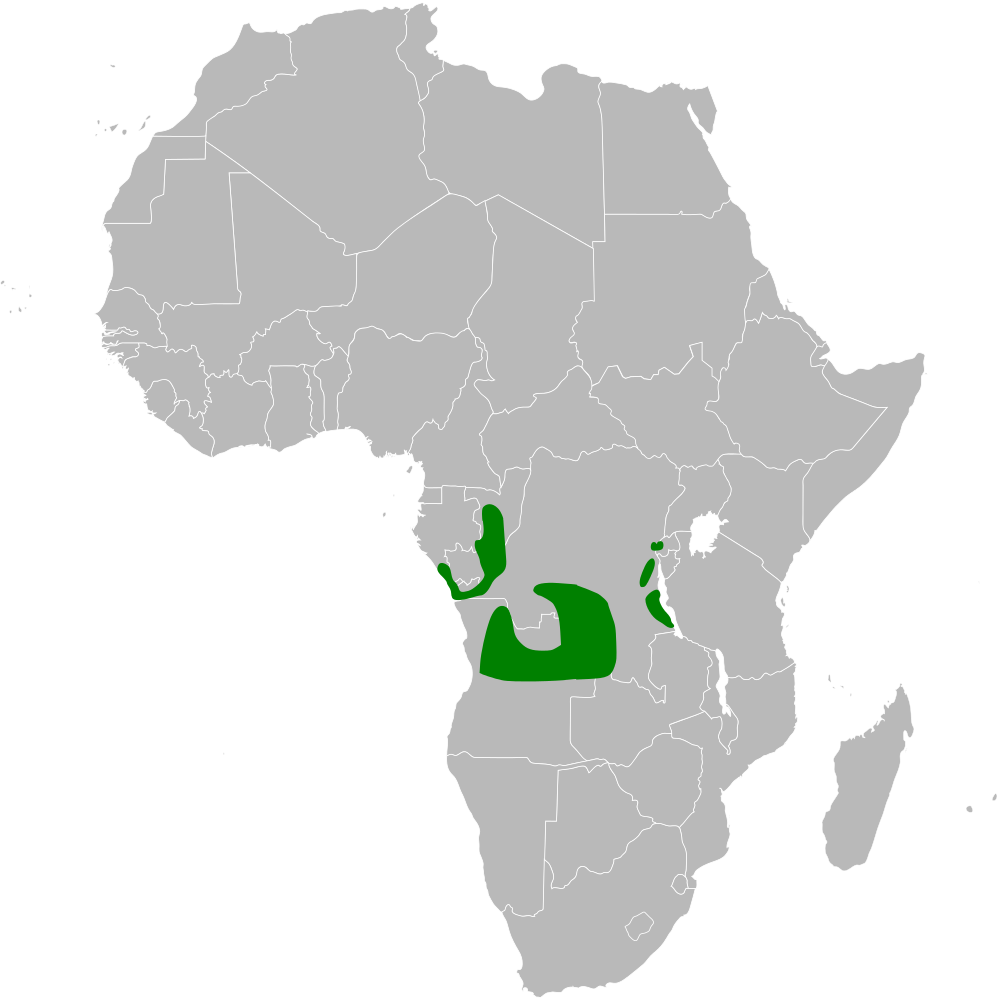
Verbreitungskarte des Boabülbüls

Das Verbreitungsgebiet erstreckt sich vom äußersten Süden und Südosten Gabuns, der Mitte und dem Süden der Republik Kongo, südlich bis ins nordwestliche und nördliche Angola (Cabinda und südlich bis zur Provinz Huambo und zur Provinz Moxico), weiter in den Süden, in die Mitte und in den Osten der Demokratischen Republik Kongo (östlich bis zur Insel Idjiwi und der Nähe des Mount Kabobo südlich bis zum Marungu-Hochland), weiter ins nordwestliche Ruanda und ins äußerste nordwestliche Sambia.

## Lebensraum
Der Boabülbul bewohnt bewaldetes Grasland mit 20 bis 30 % Buschbedeckung, die hauptsächlich aus Annona senegalensis und Hymenocardia acida besteht. Er bevorzugt dichtes Grasland von 1 von 2 m Wuchshöhe, oft mit Beständen von Hyparrhenia. Weitere Habitate umfassen sekundäres Miombo-Waldgebüsch, bewachsene Kultivierungen, Termitennester und Wandelröschen-Dickicht von Meereshöhe bis in Höhenlagen von 1750 m; in Marungug in der östlichen Demokratischen Republik Kongo bis in Höhenlagen von 2060 m anzutreffen.

## Nahrungsverhalten
Die Nahrung besteht hauptsächlich aus Insekten, aber auch aus Früchten. Er kommt einzeln, paarweise oder in Gruppen, die aus vermutlich aus Familienmitgliedern bestehen, von bis zu vier Individuen vor. Kahle Äste oder Zaunpfähle werden als Sitzwarten benutzt. Er schnappt Insekten in der Luft oder im Gras.

## Fortpflanzungsverhalten
Nistende Vögel wurden von August bis Oktober sowie von Dezember bis Januar beobachtet. Juvenile Vögel sind von Dezember bis Februar in der Demokratischen Republik Kongo sowie im Oktober und Januar in Sambia dokumentiert. Beobachtungen von Altvögeln im Brutzustand wurden im Juli sowie von Oktober bis Dezember und von Küken im März in Angola aufgezeichnet. Der Boabülbül brütet einzeln und ist territorial. Die Reviere sind weit voneinander entfernt. Das Nest ist ein fragiler, unausgekleideter, durchsichtiger Napf aus dünnen Schichten feinen, getrockneten Grases, mit oder ohne Pflanzenstängel und mit vielen Lücken. Ein Nest hatte einen Außendurchmesser von 7,5 bis 8,5 cm, einen Innendurchmesser von 5,5 bis 6,5 cm und eine Napftiefe von 4 cm. Es hing ungefähr 1 m über dem Boden in einer Gabelung eines 1,5 m hohen Buschs im offenen Gras und vereinzelten Büschen außerhalb des Miombo-Gestrüpps. Ein weiteres Nest wurde einem Combretum-Busch entdeckt. Das Gelege besteht aus zwei Eiern. Über die Brutzeit gibt es keine Angaben. Die Fütterung der Jungvögel ist biparental, wobei die Eltern das Nest in Abständen von bis zu 30 Minuten besuchen. Die flügge gewordenen Jungvögel verlassen das Nest nach 17 Tagen und werden dabei von ihren Eltern in den angrenzenden Busch begleitet.

## Status
Der Boabülbül ist nicht gefährdet und gilt allgemein als häufig. Die geschätzte Populationsdichte im Odzala-Nationalpark in der Republik Kongo beträgt 4 bis 5 Paare/km². Er kommt in einer Reihe von Schutzgebieten vor, darunter im Odzala-Nationalpark, im Conkouati-Reservat und im Lefini-Faunenreservat in der Republik Kongo sowie im Lekoni-Nationalpark in Gabun.